# Lophoceros pallidirostris
El toco piquiclaro (Lophoceros pallidirostris) es una especie de ave bucerotiforme de la familia Bucerotidae.

## Distribución
Se lo encuentra en Angola, República Democrática del Congo, Kenia, Malaui, Mozambique, Tanzania, y Zambia.

## Subespecies
Se reconocen dos subespecies:
- L. p. pallidirostris (Hartlaub & Finsch, 1870) - desde Angola, por República Democrática del Congo, hasta Zambia;
- L. p. neumanni Reichenow, 1894 - desde Zambia hasta Tanzania y Mozambique.